# Weinmannia spiraeoides
Weinmannia spiraeoides är en tvåhjärtbladig växtart som beskrevs av Asa Gray. Weinmannia spiraeoides ingår i släktet Weinmannia och familjen Cunoniaceae. Inga underarter finns listade i Catalogue of Life.